# Masahiko Fukube
Masahiko Fukube (jap. 福辺雅彦 Fukube Masahiko; ur. 6 września 1961 w prefekturze Kagoshima) – japoński zapaśnik w stylu klasycznym. Olimpijczyk z Seulu 1988, odpadł w eliminacjach w kategorii 100 kg.
Brązowy medalista mistrzostw Azji w 1987.